# Kesamonsaari (ö i Nyslott)
Kesamonsaari är en ö i Finland. Den ligger i sjön Pihlajavesi och i kommunen Nyslott i  landskapet Södra Savolax, i den sydöstra delen av landet, 270 km nordost om huvudstaden Helsingfors. Öns största längd är 4,4 kilometer i öst-västlig riktning.